# Ventrilo
Ventrilo är ett gratis VoIP-program (Voice over IP) som gör det enkelt att prata med folk över internet eller lokala nätverk. 
Det enda man behöver är en mikrofon och nätverksanslutning, sedan kan man ansluta sig till olika servrar. Ventrilo finns för Windows, Mac OS. Det finns också Ventrilode för Apples Iphone och Ipod Touch.

## Användning
Ventrilo används ofta av onlinespelare för att kommunicera med andra spelare. Spelare väljer ofta Ventrilo framför andra kommunikationsverktyg, eftersom programmet belastar CPU:n minimalt och därmed ger spelet mer resurser.
Ventrilo används också för podsändning med mera.